# Frihetstiden
Frihetstiden är en epok i Sveriges historia som varade mellan 1719 och 1772. Den efterföljs av den gustavianska tiden. Under frihetstiden styrdes Sverige i hög grad av riksdagen, i synnerhet efter 1738 då hattpartiet framträdde, vilket snart ledde till att motståndarna organiserade sig i mösspartiet. Utrikespolitiskt var Sverige starkt försvagat, och två misslyckade krig – hattarnas ryska krig och pommerska kriget – visade att Sverige nu var långt ifrån den militära stormakt det varit under det förra århundradet.
Under perioden gjordes stora framsteg på vetenskapens och kulturens område, med Carl von Linné respektive Carl Michael Bellman som främsta exempel. Även på lagstiftningens område gjordes stora insatser, främst i form av 1734 års lag (som fortfarande utgör grund för svensk och finsk lagstiftning) och tryckfrihetsförordningen 1766.
Namnet "frihetstiden" användes redan i samtiden och syftar på att det kungliga enväldet upphävdes genom lag år 1719, varvid landet blev fritt från enväldesmonarki. Perioden avslutades med Gustav III:s statskupp, vilket ledde till att mer makt lades i kungens och riksrådets händer.

## Historik

### Monarken mister makten till riksdagen och regeringen
Mycket av frihetstidens politiska liv måste ses av en bakgrund av händelserna under stora nordiska kriget. De tunga offer som Karl XII utkrävt av allmänheten för att bevara stormaktsväldet, hade lett till allmänt missnöje med enväldet. Bland ämbetsmännen, som efter aristokratins fall blivit den mest inflytelserika beståndsdelen i samhället, var frustrationen utbredd, speciellt över var kungens och hans förste minister Georg Heinrich von Görtz egenmäktiga handlande vid sidan av rådet. Förlusterna i främst Freden i Nystad sved hårt: många hoppades på revansch, i tron att om bara ett tillfälle dök upp skulle Ryssland enkelt kunna besegras.  samtidigt som de bringade statens ekonomi i obalans. Frihetstiden igenom baserades statsbudgeten på 1696 års budget, och kunde då bara fås att gå ihop genom tillfälliga bevillningar och utländska subsidier, vilket allt som oftast band landet vid andras utrikespolitik.
När Ulrika Eleonoras omtvistade tronföljdsrätt givit riksdagen fria händer bröts därför det kungliga enväldet ned i grunden. Ämbetsmannainflytandet stärktes kraftigt genom 1719 och 1720 års grundlagsstiftning.  Från aristokratiskt håll önskades år 1719 en tryggad byråkratisk förvaltningsorganisation enligt mönstret från 1634 års regeringsform, under ett självständigt regerande riksråd. Eftersom en stor del av adeln var beroende av inkomster från kronan, antingen via indelningsverket eller som tjänstemän, omöjliggjordes en ordning där en huvuddel av makten gavs till högadeln. 
Den monistiska statsuppfattning som enväldet varit ett uttryck för gjorde sig dock fortfarande gällande, men nu till förmån för riksdagen, som fick oinskränkt lagstiftningsrätt. Kungadömet behölls, men regenten hade nästan inte någon makt alls – kungarna Fredrik I (1720−1751) och Adolf Fredrik (1751−1771) hade visst inflytande i riksrådet liksom över tillsättningar av tjänstemän, men annars inte mycket att säga till om. I brist på makt försökte drottning Lovisa Ulrika göra en statskupp 1756 vilken misslyckades.
Det egentliga regeringsorganet skulle nu vara riksrådet, som kunde rösta ned kungen. Till en början stämde denna teori någorlunda med praktiken då Arvid Horn under nära två decennier kunde leda Sverige som kanslipresident och stundom även lantmarskalk, men 1738 hittade det nyligen organiserade och i riksdagen dominanta hattpartiet ett sätt att avskeda misshagliga rådsherrar. Denna form av parlamentarism skulle egentligen omöjliggjorts genom att ämbetsmän bara fick avsättas genom laga dom, men man fann en lösning i licentiering, en sorts juridisk handläggning, där ansvar för vad som formellt ansågs vara underlåtenhet eller tjänstefel utkrävdes. Anklagelsepunkterna kunde vara bland annat misstolkande av regeringsformen, eller att de råd som givits, ej motsvarade "rikets oumgängeliga välfärd". Det nya statsskickets huvudurkund blev kallad regeringsform och ämbetsverkens organisation grundlagsfästes till skydd mot alla ingrepp.
Eftersom riksråden dessutom var förbjudna att sitta i riksdagen, blev de därför endast ständernas "fullmäktige" – utförare av deras vilja, med endast en liten förmåga till eget ledarskap. Så avlöstes det kungliga enväldet, suveräniteten, av ständerväldet.

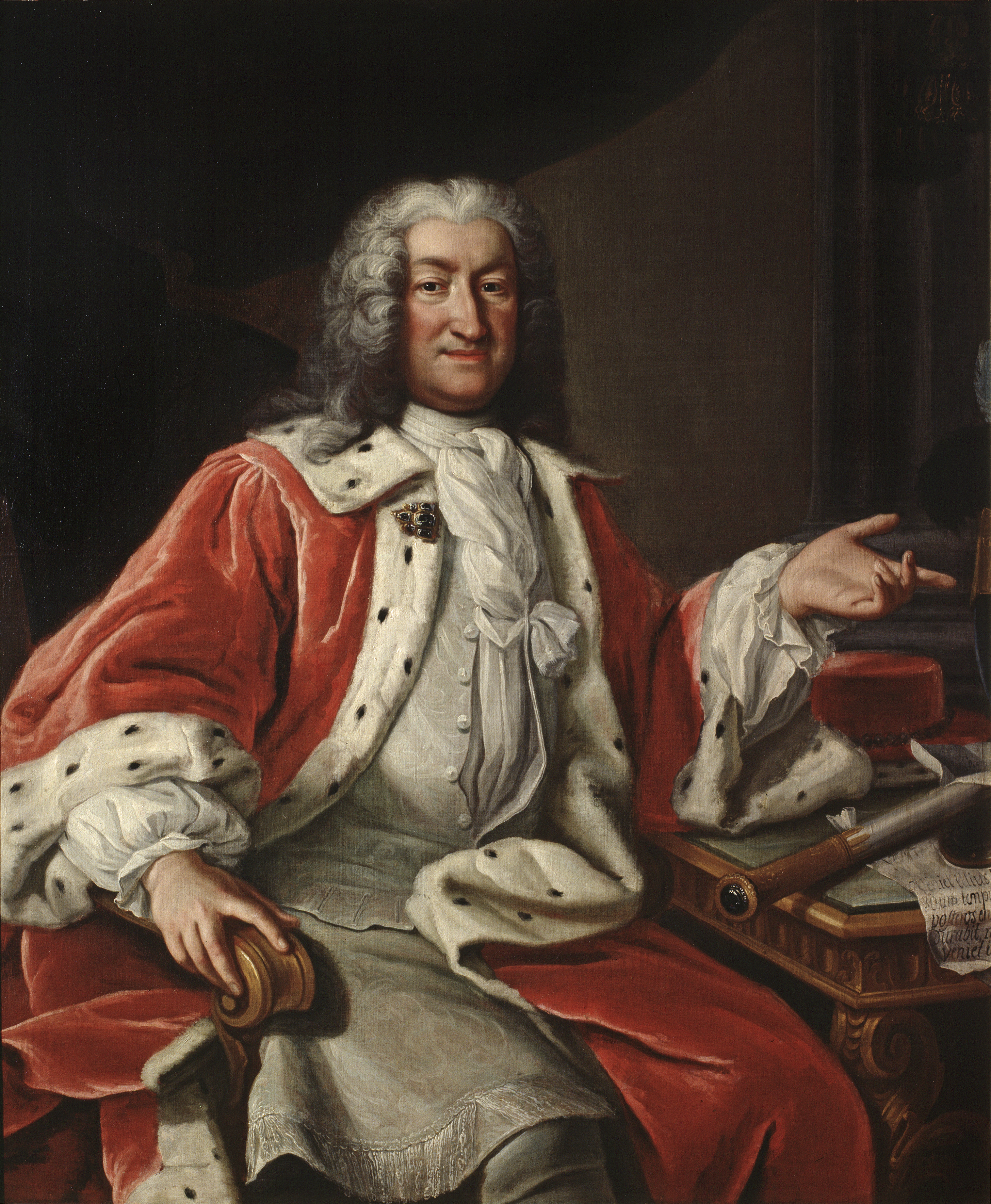
Arvid Horn (1664–1742) var kanslipresident 1710–1719 och 1720–1738.

### Arvid Horn
I början av frihetstiden fanns inte något som liknade dagens politiska partier; istället hade Arvid Horn i form av kanslipresident och lantmarskalk makten över den svenska politiken. Han ledde rådet, och under hans period styrde rådet över den förda politiken. Han förde i huvudsak en försiktig utrikespolitik, och undvek att dra in Sverige i några krig.

### Mössor och hattar
År 1738 organiserade sig Horns motståndare i vad som skulle bli hattpartiet, stödda av Frankrike. De som motsatte sig deras politik förenade sig i en ursprungligen ganska löst sammanhållen organisation. Denna skulle senare utveckla sig till mösspartiet, med starkt understöd från Storbritannien och framförallt Kejsardömet Ryssland. Under riksdagen 1738–1739 störtades Horn, och därefter blev riksdagen maktens mittpunkt.
Hattarnas utrikespolitik var starkt inriktad på att återta de förlorade baltiska provinserna, och när ett gynnsamt läge verkade uppstå år 1741 påbörjades "hattarnas krig" mot Ryssland. Till följd av inadekvata förberedelser och överoptimistisk tro på vilken hjälp som stod att få av andra blev det ett stort misslyckande, och i freden i Åbo i juni 1743 förlorades ytterligare delar av Karelen. Från denna punkt, om inte tidigare, stod det också klart att de två partierna sökte helt olika allierade utomlands: hattarna orienterade sig mot Frankrike, medan mössorna helst ville ha Englands hjälp men kunde acceptera stöd från Ryssland om detta inte stod att få.

### Tronföljdskrisen 1743
Efter katastrofen i det ryska kriget borde hattarnas dagar vid makten vara över: riksdagen 1742–1743 dominerades av mössorna, som hade övertaget i alla stånd utom borgarnas. År 1743 utbröt dock en tronföljdkris till följd av Ulrika Eleonoras död 1741, då det stod klart att ingen legitim arvinge var att vänta. Bondeståndet valde ensidigt den danske kronprinsen Fredrik, och i Dalarna reste sig allmogen i dalupproret 1743, "stora daldansen". När nyheten om freden i Åbo nådde Stockholm, och det stod klart att ett av villkoren var att Adolf Fredrik skulle bli svensk tronföljare, anslöt sig även bönderna till detta val. Bondeupproret kunde då slås ned, och hattarna hade nu hunnit återhämta sig och fått ett argument som de under de närmsta åren skulle utnyttja till att hålla sig kvar vid makten: det att varje avvikande åsikt egentligen var en del av en plan som syftade till att ändra tronföljden.

## Utgången av den nya ordningen
Den nya friheten – efter vilken tiden fått sitt namn – blev föremål för hänförd beundran, och under inflytande av denna begeistrade stämning utvecklades på olika områden en verksamhet som blev grundläggande för den följande tidens kulturarbete. Näringslivet och vetenskapen gynnades, nyttotänkandets århundrade gjorde sitt intåg.
Även inom statslivet åstadkom frihetstiden resultat. Formerna för riksdagens verksamhet, särskilt utskottsväsendet, utvecklade genom grundlag (1723 års riksdagsordning) och praxis. Dessutom grundlagsfästes riksdagens befogenhet att ensam ge rättsligt uttryck åt folkviljan samt att sammanträda regelbundet – vart tredje år. En bestämd skillnad gjordes nu först mellan grundlagsstiftning och vanlig lagstiftning, och på det senare området fullbordades ett under föregående period förberett storverk: 1734 års lag.

## Ekonomisk politik
Som utmärkande för den nya tidens ekonomiska åskådning kan sägas att om fabrikerna förut varit ett medel att upprätthålla Sveriges yttre stormaktsställning och krigiska ära, så blev de fredliga yrkena nu självändamål. Fokus hamnade nu på nyttan istället för äran. Anders Nordencrantz, som länge var den mest ansedda bland tidens nationalekonomer, föreslog redan år 1726 för ständerna att framstående affärsmän skulle adlas, ty därigenom "skulle ärones väg vändas från den martialiske till den borgerlige håg". Å andra sidan borde, enligt Nordencrantz, barn till handlare och fabrikörer som övergav sitt yrke genom en lag förklaras arvlösa. På den punkten stötte dock Nordencrantz inom borgarståndet på ett starkt motstånd.
Centralt för denna tid är de svenska manufakturerna som på 1700-talet fick givmilda bidrag av staten till följd av produktplakatet. Manufakturer började nu grundas i många svenska städer, vilket är en fingervisning på hur mycket dessa bidrag betydde. Varorna som berördes av de svenska manufakturerna utgjordes till stor del av textil, järn, tobak, papper och socker. 
Alla som ville grunda fabriker fick fri byggnadsplats och fritt trävirke till både byggnader, maskiner och verktyg. När en fabrik skulle sättas i gång kunde ägaren räkna på lån av kronan, och sedan kom en lång rad premier: först tillverkningspremier, som kunde gå upp till 20 procent av varornas värde, och sedan transportpremier för fabriksalster som skulle säljas inom riket, eller exportpremier för varor som exporterades till andra länder. För utdelning av räntefria lån åt nya och lovande industriella företag bildades på 1726–27 års riksdag en särskild fond, den så kallade landshjälpsfonden. Industrins intressen främjades ytterligare genom förbud mot att importera en mängd varor som ständerna ansåg kunna tillverkas inom landet i behövlig mängd, och dryga skyddstullar på andra varor som åtminstone delvis borde kunna produceras i landet. Importförbudet utestängde helt utlänningar från konkurrens med svenska fabrikörer, och de höga tullarna fördyrade utländska varor så att de svenska fabrikerna kunde ta mer betalt för sina varor.
Denna politik ledde till ett ekonomiskt uppsving under 1700-talets första hälft, som tog slut 1765−1766, då politiken blev den motsatta och inriktade sig på att lägga ned manufakturer i stor skala. Det som nu var i fokus för den svenska staten var jordbruket, vars omdaning till en stor del påbörjades av Jacob Faggot 1757 och 1762. De omvälvande reformerna inom jordbruket omkring sekelskiftet 1800 var inspirerade av de brittiska jordreformerna, och en grov uppskattning är att mellan 1720 och 1840 fördubblades produktiviteten.
Jacob Faggot tog initiativet till storskiftet år (1757), vilket i princip innebar att skånska bönder borde slå ihop sina enskilda tegar, vilket skulle leda till en större avkastning och per automatik även en befolkningsökning. Först omkring sekelskiftet kom detta att förverkligas, dock med vissa förändringar och utifrån den brittiska jordreformen. Den "egentliga" omdaningen påbörjades runt 1783 av Rutger Macklean, som var en godsherre på Svaneholms slott i Skåne. Mackleans reformer fick ett svalt bemötande av bönderna som påverkades, och i vissa byar var missnöjet så stort att hälften av jordbrukarna valde att flytta. Men de reformer som genomfördes fick fäste i Skåne, och liknande reformer (om ej lika radikala) gav utslag i flera angränsande län.
En annan form av ekonomisk politik bedrevs av Anna Maria Rückerschöld, som både i kokböcker och en debattskrift manade till att inrätta statliga skolor för att lära kvinnor hushållning, och för främjande av hushållsvetenskap. Hon menade att om den inre ekonomin (hushållningen) föll så skulle det få allvarliga följder för samhällsekonomin. Hennes åsikter låg i tiden, men skulle inte få genomslag förrän på 1900-talet.

## Riksdagsbyråkrati och maktmissbruk

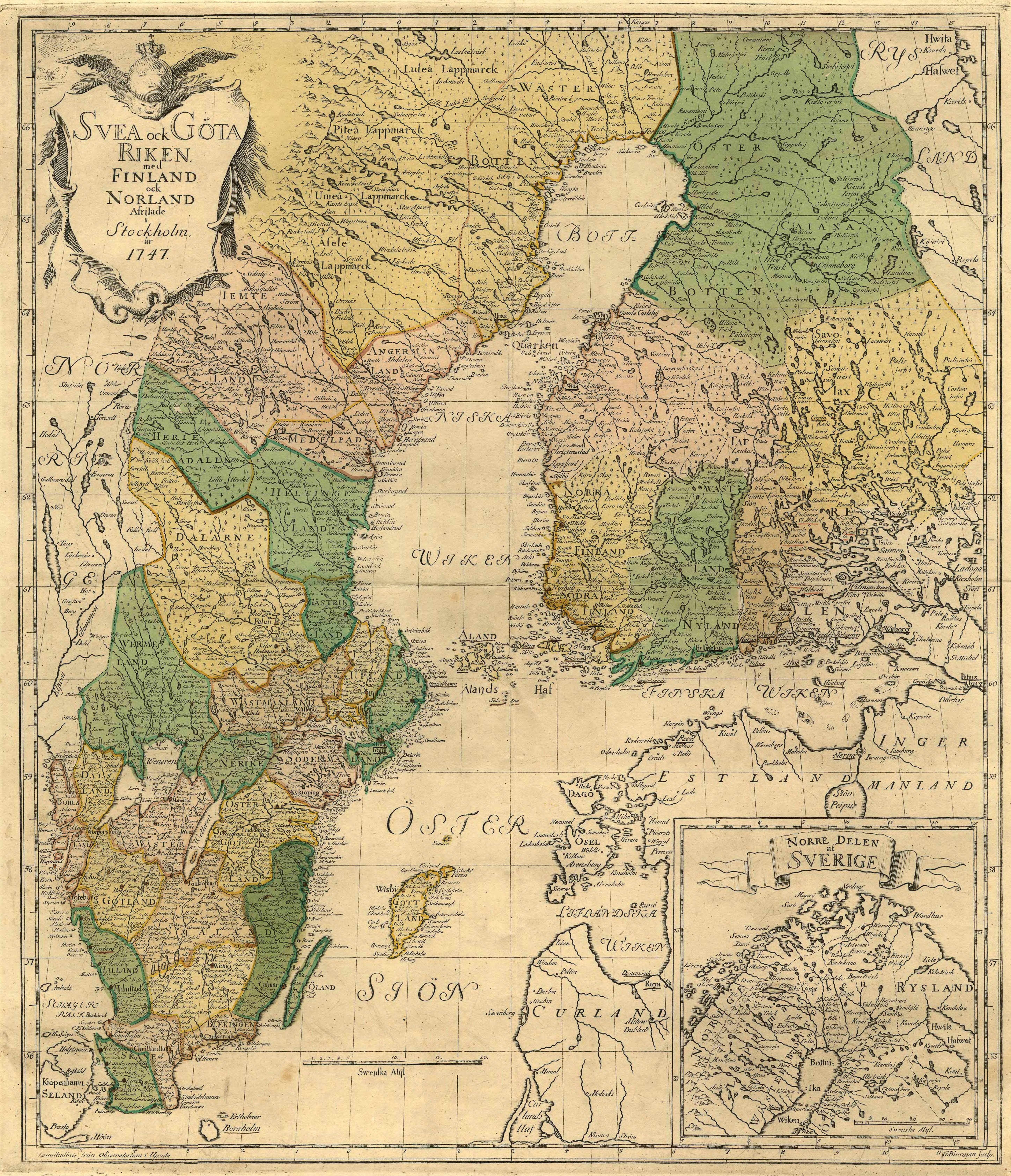
Karta över Sverige, ritad 1747.

Den i praktiken oinskränkta riksdagsmakten innebar på sätt och vis en oinskränkt och okontrollerad makt för det tillfälliga majoritetspartiet inom riksdagen, vilken ibland utnyttjades på ett hänsynslöst sätt. Därigenom möjliggjordes hattpartiets äventyrliga utrikes- och näringspolitik. Riksdagen var uppdelad i fyra stånd, och i många fall gick skiljelinjerna mellan stånden på tvärs mot partigränserna. Beslutsordningen – som innebar att tre stånd måste vara överens – gav också förutsättningar för den livliga politiska aktiviteten i riksdagen vid denna tid. Icke minst böndernas styrka ökades därigenom, vilket förhöjde det politiska medvetandet bland de bredare folklagren.
Den merkantilistiska näringspolitikens understöds- och skyddssystem (se Merkantilsystemet) användes inte bara till att befrämja landets handel, utan också till att gynna enskilda intressen på det allmännas bekostnad. Detta medförde i förening med den dyrbara krigspolitiken att statsverket hamnade i förvirring. År 1765 använde det segrande mösspartiet förfoganderätten över riksdagens envåldsmakt till ett ekonomiskt strypsystem, som ytterligare ökade förvirringen i penningväsendet. Riksdagen hade också tagit domsrätten i sin hand och ansågs vid dess utövning inte vara bunden av lagen, för man menade att lagstiftaren står över denna. Till detta var bägge partierna medskyldiga.
Möjlighet till yttre kontroll saknades således inte, men innehavarna av riksdagens kontrollmakt: adel, präster och borgare – medlemmar från de bestående allsmäktiga sekreta utskottet – var till den största delen ämbetsmän, och därför blev kontrollen i verkligheten bara byråkratisk självkontroll. I det sekreta utskottet fanns 50 ledamöter från adeln, 25 från prästerna och 25 från borgarna. Det sekreta utskottet var viktigt då det beslutade i frågor om utrikespolitik, försvar och budget. Mellan 1723 och 1756 fanns det även ett utvidgat sekret utskott bestående av ytterligare 25 ledamöter från bondeståndet. Det kallades den stora sekreta deputationen. De fick bara i undantagsfall vara med och bestämma. Bland allmogen fick endast män rösta som var odalbönder eller självägande bönder.
Hos de yngre mössorna framträdde visserligen antibyråkratiska riktningar och en yttring av detta var att tryckfriheten infördes och grundlagsfästes 1766 genom Tryckfrihetsförordningen, men den praktiska verkan av deras makttillträde var bara att riksdagskontrollen övergick från riddarhusbyråkratin till prost- och borgmästarbyråkratin. Det som skilde frihetstidens byråkratiska självkontroll från vad som på högadligt håll åsyftats under 1600-talet och 1719 var sålunda att den inte handhades av den högsta förvaltningsmyndigheten rådet, utan av underordnade ämbetsmän i kraft av riksdagssuveräniteten. Härmed sammanhängde egenarten av den parlamentarism vari frihetstidens riksdagsenvälde från 1738 tog sig uttryck i. Denna kom inte, som den engelska, att resultera i en stark kabinettsregering, utan i ett direkt riksdagsregemente.
En överordnad ställning i förhållande till alla förvaltningens utgreningar tillkom rättsligt det svenska riksrådet, och hade detta, liksom det brittiska kabinettet, verkligen fått regera, skulle dess chefsställning i någon mån ha kunnat bli ett band på riksdagsbyråkratins benägenhet att till privat fördel utnyttja ständersuveräniteten. Nu bands rådet genom instruktioner från riksdagen som också drog in verkliga regeringsärenden till direkt handläggning av sig själv eller sina beskickningar. Att denna parlamentarism inte slog sämre ut än den gjorde berodde på riksdagens byråkratiska sammansättning, men det byråkratiska självsvåldet fick därigenom fritt spelrum.

## Vetenskap
Under frihetstiden började svenska vetenskapsmän på allvar göra sig kända. Under perioden sjönk universitetens status, och istället grundades akademier som Kungliga vetenskapsakademin och vitterhetsakademin. 
Tidens mest berömde naturvetare är Carl von Linné, vars insatser inom biologi gav världsrykte, och vars lärjungars resor kartlade mycket av floran och faunan utanför Europa. Även fysikern Anders Celsius har satt bestående spår genom sin temperaturskala; han föreslog även och deltog även i en expedition till Tornedalen för att fastställa jordens form. Fysikern Jonas Alströmer var en av de sex instiftarna av Kungliga Vetenskapsakademien 1739. Mest känd är mångsysslaren Alströmer för sitt stora intresse för jordbruk där han bland annat populariserade odlandet av potatis som livsmedel. Mindre känd idag är exempelvis kemisten Torbern Bergman.
Inom samhällsvetenskapen och de humanistiska vetenskaperna kan nämnas Anders Chydenius nationalekonomiska undersökningar, framtagandet av befolkningsstatistik genom Pehr Wargentins och tabellverket försorg, språkforskaren Johan Ihre och historikern Sven Lagerbring.

## Gustav III:s statskupp
Läget i riksdagen var labilt och korruptionen utbredd. Gustav III försökte under sitt första regeringsår att försona partierna och stärka kungamakten, och menade att riksdagens intressegrupper borde kunna samarbeta under hans ledning. Mösspartiet motsatte sig starkt detta. Samtidigt var riksdagen lamslagen av en konfliktlinje som hade föga att göra med den gamla partipolitiken. Främst borgare och bönder ville inskränka adelns privilegier, vilket dessa motsatte sig (enligt regeringsformen måste varje inskränkning i ett stånds privilegier godkännas av det ståndet). Till slut gav adeln med sig, och en kungaförsäkring som i än högre grad än tidigare beskar kungens makt röstades igenom. Samtidigt hade missnöjet växt med bråket på riksdagen – det rådde hungersnöd, men riksdagen vidtog inte några effektiva hjälpåtgärder, och Gustav III bestämde sig för att göra revolution. Den genomfördes den 19 augusti 1772. Rådet fängslades tillfälligt och tvingades godta den nya regeringsformen. Revolutionen var av allt att döma populär: de enda som försökte bringa upp något motstånd mot livgardet, vilket var de enda trupper kungen stödde sig på, var Carl Fredrik Pechlin och Thure Gustaf Rudbeck, men de misslyckades helt.